# Кілегруді
Кілегру́ді (Neognathae) — підклас птахів, що охоплює близько 9 тисяч видів — переважну більшість сучасних птахів. Протиставляється підкласу безкільових (Paleognathae).
Головною особливістю, що відрізняє кілегрудих птахів від безкілевих — це структура піднебіння. Крім цього особливих характеристик не існує: кілегруді включають як літаючих, так і нелітаючих птахів, наприклад, пінгвінів. Найбільшим представником кілегрудих є кондор довжиною до 1,3 метра і розмахом крил до 3,2 метра.
Перші палеонтологічні знахідки, що містять кілегрудих, датуються Крейдяним періодом, близько 70 мільйонів років тому. Згідно з деякими теоріями, кілегруді походять від безкільових і є їх подальшим еволюційним розвитком. Інші ж теорії стверджують, що кілегруді існували раніше безкілевих, і що останні — лише підгрупа, у якої заблоковані деякі гени кілегрудих.

## Ряди
- Буревісникоподібні (Procellariiformes)
- Гагароподібні (Gaviiformes)
- Голубоподібні (Columbiformes)
- Горобцеподібні (Passeriformes)
- Гусеподібні (Anseriformes)
- Дрімлюгоподібні (Caprimulgiformes)
- Дятлоподібні (Piciformes)
- Журавлеподібні (Gruiformes)
- Зозулеподібні (Cuculiformes)
- Куроподібні (Galliformes)
- Лелекоподібні (Ciconiiformes)
- Одудоподібні (Upupiformes)
- Папугоподібні (Psittaciformes)
- Пеліканоподібні (Pelecaniformes)
- Пінгвіноподібні (Sphenisciformes)
- Пірникозоподібні (Podicipediformes)
- Птахи-миші (Coliiformes)
- Сиворакшеподібні (Coraciiformes)
- Серпокрильцеподібні (Apodiformes)
- Сивкоподібні (Charadriiformes)
- Совоподібні (Strigiformes)
- Соколоподібні (Falconiformes)
- Трогоноподібні (Trogoniformes)
- Фламінгоподібні (Phoeriicopteri)